# Jesús Fermosel
Jesús Fermosel Díaz (Toledo, 19 de septiembre de 1948) es un político español miembro del Partido Popular. Desde el 2012 hasta el 2015 fue Consejero de Asuntos Sociales de la Comunidad de Madrid. Fue sucedido por Carlos Izquierdo Torres tras la conformación del ejecutivo autonómico de Cristina Cifuentes.

## Biografía y actividad política
Nacido el 19 de septiembre de 1948 en Toledo, ha sido diputado en la Asamblea de Madrid entre la V y la X Legislatura autonómica.
El 29 de septiembre de 2012 tomó posesión como Consejero de Asuntos Sociales de la Comunidad de Madrid en sustitución de Salvador Victoria.
El 26 de junio de 2015 deja su cargo como Consejero de Asuntos Sociales de la Comunidad de Madrid tras el nombramiento de Carlos Izquierdo Torres.
Desde 2015 es senador en las Cortes Generales por designación de la Asamblea de Madrid.

## Cargos públicos y políticos
-Viceconsejero de Sanidad y Servicios Sociales 95-99.
-Diputado de la Asamblea de Madrid en la V y IX Legislaturas y Presidente de la Comisión de Familia: presidente de la Comisión Sanidad Legislatura V
-Portavoz de la Comisión de Servicios Sociales en la V y VI Lesgislaturas
-Presidente de la Comisión de Familia y Asuntos Sociales en la VII Legislatura
-Portavoz Adjunto de la Comisión de Sanidad en la VII Legislatura
-Portavoz de la Comisión de Lista de Espera Diagnóstica en la VII Legislatura
-Portavoz de la Comisión de Familia y Asuntos Sociales en la VIII Legislatura
-Portavoz Adjunto de la Comisión de Sanidad en la VIII Legislatura
-Portavoz de la Comisión de Asuntos Sociales en la IX Legislatura
-Portavoz Adjunto de la Comisión de Sanidad en la IX Legislatura
-Secretario de formación del Partido Popular de Madrid
-Coordinador de Grupos Municipales en el Grupo Parlamentario Popular en las Legislaturas VII Y VIII
-Coordinador de Comisiones en el Grupo Parlamentario Popular en las Legislaturas IX
-Responsable Área de Participación de la Secretaría Ejecutiva de Acción Social, del Comité Ejecutivo del PP de Madrid